# Giraudy
Pour les articles homonymes, voir Giraudy (homonymie).
Giraudy (anciennement Exterion Media France) est une entreprise spécialisée dans l'affichage publicitaire. Créée en 1911, la société est désormais propriété du groupe Samfi-Invest.

## Historique
Jean Giraudy, le fils du fondateur, prend le contrôle de Giraudy en 1927 jusqu'à ce qu'il se retire des affaires en 1982. Il cède sa société à Europe 1, qui s'associe alors à Publicis à travers la holding Financière n°1. Giraudy fut pendant longtemps un acteur majeur du paysage des médias en France. 
Après sa cession à Morgan Grenfell Private Equity en 1999, celui-ci le revend à Viacom en juin 2000. L'entreprise devient alors Viacom Outdoor, avant d'être rebaptisée CBS Outdoor en 2005 lors de la scission du groupe Viacom. En janvier 2014, après son rachat par le fonds d'investissement américain Platinum Equity, CBS Outdoor International est devenue Exterion Media.
En 2020, le groupe français Samfi-Invest rachète la filiale française d'Exterion Media, et décide en 2022, pour les 111 ans de la société, de la rebaptiser en son nom original « Giraudy ». Ce renommage sera accompagné d'une opération de communication basée sur les affiches Myriam.
En avril 2023, l'entreprise qui est en état de cessation de paiements, est placée en redressement judiciaire, dont elle sort en juin 2024.
Giraudy est depuis engagé sur son plan stratégique de développement HORIZON 2030, qui vise à réaffirmer sa puissance en tant que 1ᵉʳ afficheur local à couverture Nationale. Le lancement de ses nouveaux réseaux nationaux, MAXI 4000 faces et MAXI 5000 faces fin 2024, illustre cette ambition 